# Petr Měrka
Petr Měrka (ur. 5 czerwca 1979 we Vsetínie na Morawach) – czeski pisarz, prozaik, autor opowiadań i komiksów oraz krytyk literacki. Zaliczany jest do nurtu science fiction.
Po ukończeniu średniej szkoły budowlanej trafił do szpitala psychiatrycznego. Następnie studiował muzeologię. Zadebiutował w roku 2007 zbiorem opowiadań Telekristus a Mentál. Swoje opowiadania, komiksy i recenzje publikuje w czeskich czasopismach literackich takich, jak: A2, Babylon, H_aluze czy Labyrint revue. Jest również członkiem portalu VašeLiteratura.cz. Aktualnie mieszka w Valašskiej Polance.